# Kjulo
Kjulo (finska: Köyliö) var en kommun i landskapet Satakunta i Finland. Kommunen hade 2 627 invånare (2015), på en yta av 259,27 km². Den 1 januari 2016 slogs Kjulo samman med Säkylä kommun. Kjulos grannkommuner före kommunsammanslagningen var Eura, Vittis, Kumo och Säkylä. Fram till år 2009 var även Kiukais och Vambula grannar till Kjulo.
Kjulo grundades år 1870, och klassades som en landsbygdskommun. Kommunen var enspråkigt finskt. Kjulo kommunvapen har designats av Into Linturi och Yrjö Rintala. Vapnet fastställdes år 1950. Kjulos namn har samiskt ursprung.

## Historia
I Kjulos by Tuiskula har man hittat flest föremål från stenåldern i kommunens område. Några stenåldersföremål har också hittats sporadiskt från området norr om Kjulo träsk. På järnåldern bodde den störta delen av områdets befolkning på den största ön i Kjulo träsk, ön Kirkkosaari. Man har även hittat en gammal begravningsplats från ön som har daterats till cirka 600 e.Kr.
Enligt känd finsk folksägen mördade bonden Lalli biskop Henrik på isen i närheten av ön Kyrkholmen i Kjulo träsk. På grund av biskopens martyrdöd har Kjulo träsks område valds till ett av Finlans nationallandskap. Enligt folksägen var bonden Lalli hemma från Kjulo. Första gången omnämndes Kjulo i skriftliga källor på 1300-talet med namnet Kiwlo och  Kiulæ. Råstenen Halkivahankivi mellan Kjulo, Vittis och Kumo kommungräns omnämndes första gången år 1486.
År 1609 fanns det 77 gifta par och sju änkor i Kjulo. År 1749 fanns det 700 invånare i Kjulo och år 1800 hade invånarantalet ökat till 1 365 invånare. År 1920 var invånarantalet det 3 491 och år 1965 fanns det 4 071 människor i kommunen.

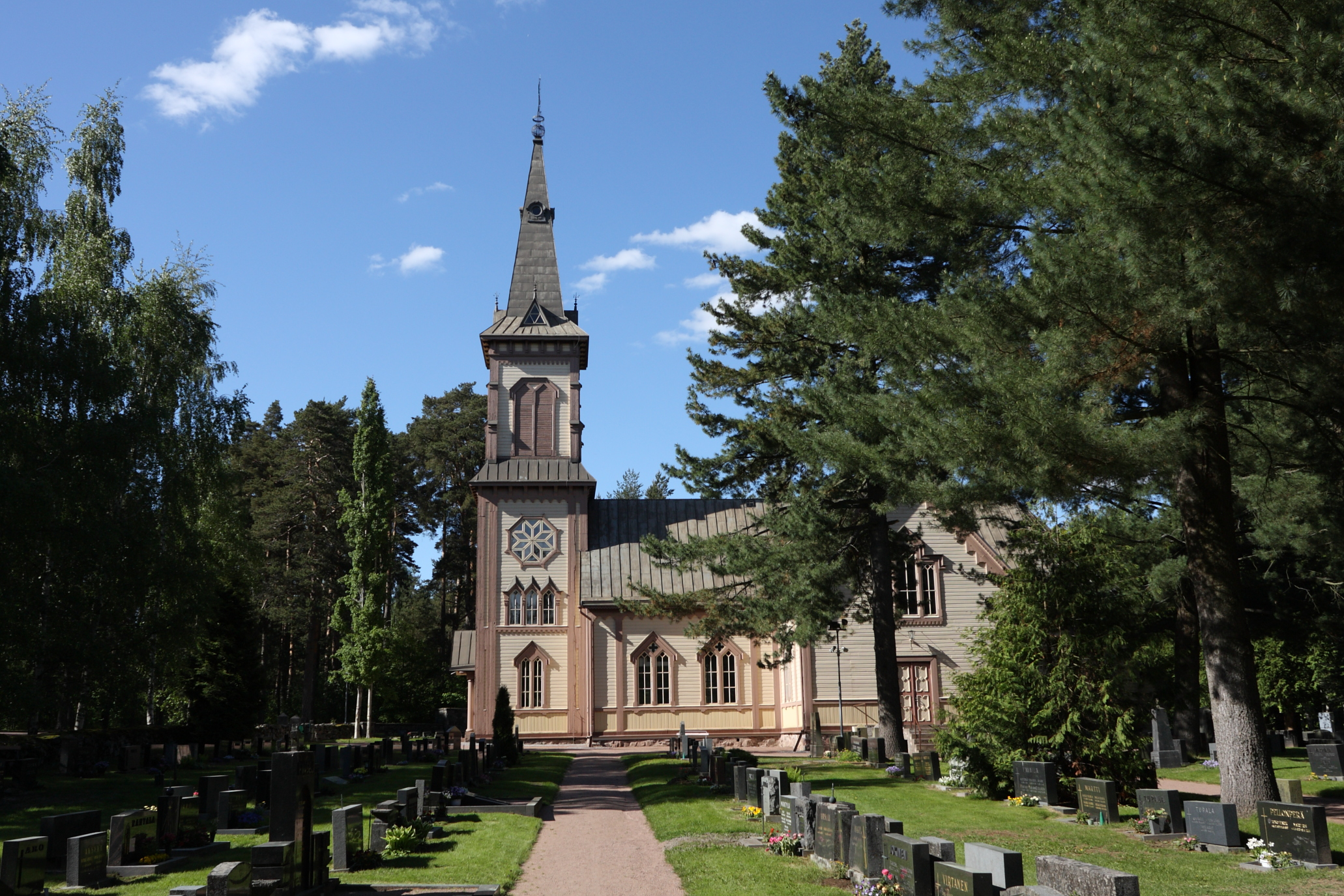
Kjulo kyrka

På ön Kirkkosaari mitt i Kjulo träsk finns Kjulo kyrka som ursprungligen byggdes 1752. Kyrkan förnyades av arkitekt Sebastian Gripenberg 1889. I byn Vuorenmaa finns en bykyrka som har byggts 1961. I byn Kankaanpää finns källan Kungskälla som har fått sitt namn från besöket av Gustav III 1775.
Bredvid Kjulo kyrka finns den största bondgården i kommunen, Kjuloholm. Enligt legenden hörde Kjuloholm ursprungligen till Lalli. På medeltiden innehade biskopar i Åbo gården fram till år 1549 när på grund av Gustav Vasas reduktion blev Kjuloholm kronans egendom. Senare har Kjuloholm ägds av bland annat adliga ätter de la Gardie och Kurck. Nuförtiden är Kjuloholm i släkten Cedercreutz ägo.
Från och med 1940-talet har Kjulos administrativa centrum funnits i Kepola vid Kjulo träsks västra strand. Kjulo kommunhus färdigställdes i Kepola år 1961. Tätorten Kankaanpää vid Kjulo träsk blev kommunens skolcentrum. Postorten i Kankaanpää benämndes Kakkuri för att undvika missförstånd mellan Kankaanpää tätort i Kjulo och Kankaanpää stad. År 1964 blev Kjulo en av Finlands första kommuner med en grundskola.
Under fortsättningskriget grundade man ett fångläger i Kjulo som kallades Sotavankileiri 1 (på svenska: Krigsfångläger 1). Förutom sovjetiska fångar blev också inhemska politiska fångar placerat på lägret. Totalantalet fångar i Kjulo och sidolägren i Kiukais, Kumo och Säkylä var ungefär 4000.
Efter det andra världskriget evakuerades människor från Räisälä i Karelen till Kjulo.
Kjulo och Säkylä godkände kommunsammanslagningen den 20 april 2015. Från och med den 1 januari 2016 har Kjulo varit en del av Säkylä.

## Geografi

### Byar
Ehtamo, Huhdinkylä, Järvenpää, Kankaanpää, Karhia, Kepola, Korvenkylä eli Hankaankorpi, Lähteenkylä Pajula, Puolimatka, Tuiskula, Tuohiniemi, Uusimaa, Vellinkylä, Vinnari, Voitoinen, Vuorenmaa, Yttilä.
Ehtamo, Vinnari, Lähteenkylä och Järvenpää bildar tillsammans Ristola.

### Trafik
Riksväg 12 mellan Raumo och Tammerfors och Förbindelseväg 2140 från Kumo till Säkylä går genom Kjulo. Den närmaste järnvägsstationen finns i Kumo. Björneborgs flygplats ligger cirka 50 kilometer från Kjulo.

## Sevärdheter
Lista över sevärdheter i Kjulo:
- Kjulo kyrka
- Kjulo träsks nationallandskap som är ett av Finlands 27 nationallandskap.
- Kjuloholm
- Tuiskula torparemuseum
- Lallis staty
- Kungskällan
- Statyn Ystävykset av Emil Cedercreutz

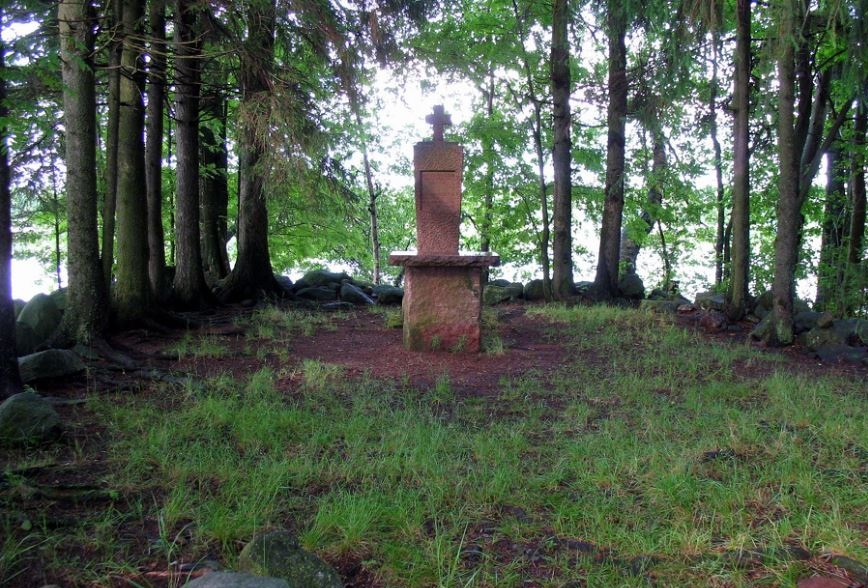
Minnesmärke på Kyrkholmen.

- Minnesmärke på Kyrkholmen.Kyrkholmen som ligger i norra änden av sjön Kjulo träsk, är en ekumenisk pilgrimsdestination i Kjulo och den enda vallfärdsorten i Norden för Europas katoliker. Det berättas att det var på Kyrkholmen där Biskop Henrik sägs ha dräpts av bonden Lalli på vintern 1156.[9]
- Martin mylly är en gammal kvarnbyggnad vid Kungskällan.
- Pelimanninmäki i Tuiskylä by. Excentriska konstutställningar.[10]

## Kjulo församling
Forskarna är överens om att Kjulo har varit en av Nedre Satakuntas fyra stamsocknar, vars kyrkplats har legat i Lähde by. Kjulos kyrkoherde nämns år 1378. Därefter kallas Kjulo kapell och man har föreslagit att då man i slutet av 1300-talet avskilde Säkylä och Yläne kapell från Kjulo blev socknen så liten att den trots sin självständighet kallades kapell. I slutet av medeltiden gjordes Kjulo till ett kapell under Eura. Den avskildes som eget pastorat år 1587. Kjulo och Säkylä hade fram till år 1929 en gemensam kaplan, vars stationsort var Säkylä.
Byar som har tillhört Kjulo församling i äldre tider: Ehtamo, Hankaankorpi, Huhti, Järvenpää, Kankaanpää, Karhia, Kepola, Köyliönsaari, Lähteenkylä, Pajula, Pehula, Puolimatka, Tuiskula, Tuohiniemi, Uusimaa, Vellinkylä, Vinnari, Voidus och Yttilä.

## Välkända Kjulobor
- Vesa Alare, kompositör och musiker
- Olli Aro, författare
- Axel Cedercreutz, läkare
- Emil Cedercreutz, bildkonstnär
- Harri Eloranta, skidskytte
- Niilo Ihamäki, journalist
- Wilho Laine, riksdagsledamot, journalist
- Jalmari Leino, riksdagsledamot, journalist
- Into Linturi, konstnär
- Petteri Orpo, riksdagsledamot, minister
- Jutta Rantala, fotbollsspelare
- Merja Raski, sångare
- Viljo Salmi, författare
- Karl Vilhelm Tegengren, författare
- Tommi Vuorinen, skämttecknare